# Венер (город)
Венер (нем. Weener) — город в Германии, в земле Нижняя Саксония.
Входит в состав района Лер. Население составляет 15 710 человек (на 31 декабря 2010 года). Занимает площадь 81 км². Официальный код — 03 4 57 021.
Город подразделяется на 9 городских районов.
| Год  | Население |
| ---- | --------- |
| 1990 | 14 262    |
| 1995 | 14 738    |
| 2000 | 15 325    |
| 2005 | 15 666    |
| 2010 | 15 711    |